# Bernard V-4
Dimensions
Le Bernard V-4 est un avion de records réalisé en France en 1933 par la Société des Avions Bernard. C'était un monoplan à aile basse, de construction en bois.